# Fonky Family
La Fonky Family est un groupe de hip-hop français, originaire de Marseille, dans les Bouches-du-Rhône.  
Formé en 1994, il est composé du Rat Luciano (Christophe Carmona), Sat l'Artificier (Karim Haddouche), Don Choa (François Dilhan), Menzo (Mohamed Ali), Pone (Guilhem Gallart), Fel (Karim Laoubi) et DJ Djel (Djelalli El-Ouzeri), qui a marqué les débuts du rap français dans les années 1990 et 2000. C'est pour la première partie d'un concert de Sens Unik que se forme le groupe de rap marseillais Fonky Family. 
Durant l'été 1997 la Fonky Family enregistre son tout premier album, et en décembre 1997 sort Si Dieu veut..., qui devient rapidement disque d'or, jusqu'à atteindre le statut de double disque d'or courant 1999. Il est suivi de l'album Art de Rue, publié en mars 2001. Le dernier album, Marginale Musique, est publié en 2006. Le groupe se sépare en 2007, chaque membre du groupe poursuivant désormais une carrière en solo. La Fonky Family compte, en 2006, deux disques de platine, et trois disques d'or.
Le groupe se sépare en 2007 mais revient sur scène régulièrement à partir de 2023.

## Biographie

### Origines (1989-1994)
- Pone est originaire du quartier populaire Arnaud-Bernard dans le centre-ville de Toulouse, centre névralgique de la culture hip-hop de la ville rose dans les années 1980. Il découvre le rap vers 86, et se met un peu plus tard au graff, intégrant un crew d'une vingtaine de writers du quartier. C'est à cette époque qu'il rencontre Don Choa au lycée Saint-Sernin où il est scolarisé[3].

- Don Choa, lui aussi originaire du centre-ville de Toulouse, est alors toaster ragga et se met également au graff. Avec Pone et quelques autres, il se rend régulièrement à Marseille au début des années 1990 pour assister à des événements hip hop[3]. Là-bas, ils fréquentent un appartement squatté de la rue Vian au Cours Julien, juste en face de la Maison Hantée où le groupe IAM a fait ses premières scènes[4]. « Cet appartement, c’est chez Mathias. Mathias est un mods, façon baston de Brighton. C’est une ambiance Margerin à l’anglaise et importée à Marseille, un sacré mélange. Il y a des punks qui passent, des taggueurs, ça fume, ça se came, c’est une époque un peu spéciale »[5]. C'est là que les deux toulousains rencontreront Djel, futur DJ de la FF.

- DJ Djel est, lui, un Marseillais pur jus qui a grandi rue du Baignoir, à Belsunce. Jeune en rupture de ban qui a arrêté l'école en 6e et frise avec la petite délinquance, il découvre avec le hip hop un exutoire à son mal-être adolescent à la fin des années 1980[5]. Il se familiarise avec le rap français grâce aux freestyles sauvages des MCs d'IAM et de leur crew au métro du Vieux-Port et se met à graffer avec les RDR (Rois des Rues), qui s'allient avec les Toulousains de Pone et Choa et créent le super collectif 313 (en référence à leurs codes postaux respectifs)[5],[3].

- Sat vient, lui, de Saint-Mauront dans le 3e arrondissement de Marseille, l'un des quartiers les plus pauvres de la ville, et grandit entre une mère seule et un grand frère incarcéré. Il partage notamment les bancs de l'école avec les futurs membres du groupe 3e Œil, et décrochera son baccalauréat en 1994. Découvrant le hip-hop avec Public Enemy à 15 ans, il se met à frayer avec le crew de Namor, un pionnier du hip-hop phocéen qui fédère alors la nouvelle vague marseillaise de rappeurs, danseurs et graffeurs[6]. Via Namor Sat fait la rencontre de Djel en soirée, qui lui fait à son tour rencontrer Pone et Don Choa avec qui le courant passe immédiatement[5],[6].

En 1992, Pone arrête l'école après avoir triplé sa seconde et s'installe définitivement à Marseille dans la famille de sa petite amie Queen K. aux Aygalades, récupère un sampleur et se met à composer ses premiers beats. Il donne sa première K7 d'instrus à Sat qui s'entraîne à freestyler dessus tout l'été. Peu après, Sat crée avec Don Choa, devenu lui aussi MC entre-temps, le groupe éphémère Le Rythme et la Rime,. 
- Menzo et Le Rat Luciano sont eux des amis d'enfance du Panier, quartier historique de la pègre et du petit peuple marseillais. Ils connaissent déjà Djel avec qui ils étaient au collège[5]. « Le Panier c'est le quartier où je suis né. J'ai beaucoup vécu là-bas, j'y ai tout vécu. Le quartier m'a tout appris : premières déconnades, premiers raps, premier amour... » se rappelle Luciano[4]. Autant attirés par le hip hop que par les petites magouilles de la rue, passés par un centre pour mineurs délinquants[7],[8], ils sont orientés par les éducateurs du quartier vers un atelier d'écriture organisé par le CIPM (Centre International de la Poésie Marseille). Face à l'assiduité des deux minos, le centre leur confie un local de répétition place du Refuge au Panier, et ils fondent leur premier groupe, les Black and White Zulus avec les danseurs Chichou, Fel et Stephane Cosenza. En 1992, tout juste âgés de 16 ans, ils sortent un maxi 2 titres financé par la Fondation de France et commencent à faire un peu parler d'eux dans les rues de Marseille.

Menzo et Le Rat se mettent aussi à fréquenter le centre culturel Mirabeau à Consolat dans les quartiers nord, où un matériel de son leur est mis à disposition. C'est là que Pone les rencontre. « Au centre, j'aperçois deux silhouettes dans la cour, longues et fines, casquettes, veste de survet' et jeans, dégaines de crapules. C'était Menzo et Le Rat. On dit qu'on oublie pas la première rencontre avec les personnages principaux de nos vies, je peux vous dire que c'est bien vrai. Je n'ai jamais oublié ce moment ». 
Peu après, Pone, Djel, Sat et Don Choa assistent à un concert des Black and White Zulus au Panier devant la Vieille Charité et sont impressionnés par l'énergie et le professionnalisme du groupe. La connexion se fait alors rapidement. 
Le Rat et Pone en particulier, véritables stakhanovistes de la musique, deviennent des inséparables.

### Naissance de la FF (1994-1995)
À cette même époque, Pone, Djel et Don Choa, à peine majeurs, prennent un appartement en colocation rue Longue-des-Capucins à Belsunce, qui va devenir le centre névralgique de la future Fonky Family. Le groupe compte alors les membres actuels (Pone, Djel, Sat, Le Rat Luciano, Menzo, Don Choa et Fel) mais aussi le rappeur Namor, la chanteuse Karima et trois danseurs. Quelques titres sont enregistrés, dont On pète les plombs fin 1993, leur premier enregistrement resté inédit (mais disponible sur internet). 
À cette même époque, le directeur du centre Mirabeau propose à ces petits jeunes de faire la première partie de Sens Unik le 3 décembre 1994, un groupe de rap suisse alors en vogue. C'est à cette occasion que nait officiellement la Fonky Family en tant que groupe à part entière, un nom trouvé par Le Rat Luciano faisant référence aux influences funk des prods de Pone.
« Ce concert nous motive, raconte Djel. On fait des titres, on est énervés. Avec le groupe, on se met à occuper le terrain. En soirée dès qu’il y a moyen de poser, on fonce en se comportant presque comme des punks. Quand on arrive dans des freestyles, on se saisit du micro et on ne le lâche plus. On est déterminés et on le montre. Sans être forcément méchants, c’est juste que dans nos têtes ce sera nous et personne d’autre. On croit en nos textes et notre identité, parce qu’on y met tout notre cœur».
Les gars de la Fonky Family écument alors les soirées hip-hop de Marseille, au Point, rue de la République, au Mandingue, boulevard Rabateau, et surtout au Café Julien, sur le cours Ju'. Pone raconte : « Tous les 15 jours à peu près, y avait les soirées du Squad, organisées par Gilles et Lassad, et on en ratait pas une. Même à New York, je sais pas si y avait un truc plus hip hop... bon j'exagère un peu mais c'était vraiment mortel. Toute la scène marseillaise était là, du nord au sud en passant par le centre ».
Assez rapidement, Namor se sépare du groupe car se sentant trop en décalage par rapport à la jeunesse des autres membres, ainsi que Karima dont la voix chantée ne correspond plus à la nouvelle direction musicale de la FF. En 1995 Sat, Pone et les autres membres du groupe ont en effet découvert les albums 36th Chambers du Wu-Tang Clan et Infamous de Mobb Deep, des albums sombres et très streets qui amènent une nouvelle teinte au hip hop new-yorkais. « En l’espace de deux ou trois titres, on est arrivé avec une couleur beaucoup plus sombre et hardcore, raconte Sat. Ça a fait parler, parce que personne ne faisait ça sur Marseille ».

### Bad Boys de Marseille(1995-1996)
Le 24 février 1995, un concert est organisé au Café Julien en hommage à Ibrahim Ali, un rappeur du groupe B.Vice assassiné quatre jours plus tôt par des colleurs d'affiche du Front national. Toute la scène marseillaise est invitée, et la Fonky Family dénote tout particulièrement par son énergie sauvage au micro. Les membres d'IAM sont dans la salle ce soir-là et à la fin du concert Akhenaton, impressionné, va voir ces jeunes plein d'envie et leur propose de participer à son album solo, Métèque et Mat, alors en préparation,,. 
Les quatre MC de la FF rejoignent un peu plus tard Akhenaton à Naples, enregistrent avec lui le morceau Bad Boys de Marseille et l'intro du titre La Face B. Il s'agit des seuls featurings de l'album et la prestation des petits gars de la FF fait impression. Malheureusement, l'album peine à décoller et ne rencontre pas le succès escompté,. 
En 1996, Akhenaton est à New York avec IAM pour l'enregistrement de L'École du micro d'argent lorsqu'il décide de rééditer son album solo pour relancer les ventes. Il propose alors d'enregistrer une nouvelle version de Bad Boys de Marseille et fait venir la Fonky Family à New York aux frais de Delabel. Ils y resteront tout l'été,. Dans la foulée, le titre est clipé par Florent Siri dans les rues de la grosse pomme avec les MCs au grand complet. 
« New York c’était magique. À l’époque, je rencontre une fille qui vit à Harlem, dans le ghetto. Souvent, je vais la rejoindre chez elle. Donc la nuit, je passe par les parcs, et je vois les gars qui y rappent, avec un groupe électrogène, font des cercles. Je me retrouve au bas d’immeubles avec des gens qui rappent. On fait des sessions freestyles en studio avec des ricains, on comprend rien à ce qu’ils racontent et eux non plus mais ça tue ! Vivre le truc comme ça de l’intérieur, c’est quelque chose qui te marque à vie. Je rentre de ce voyage métamorphosé ». 
Le single Bad Boys de Marseille sort le 20 septembre 1996 et rencontre un énorme succès en France. En quelques semaines, les ventes de Métèque et Mat passent de 70 000 à 200 000 exemplaires. Le titre se hisse au rang de classique du rap français et la Fonky Family devient un groupe incontournable. La carrière des minos du centre-ville de Marseille est lancée.

### Côté Obscur (1996-1997)
À la suite du succès de Bad Boys de Marseille la FF a le vent en poupe, et les membres du crew enchaînent les scènes tout en devenant encore plus productifs, dans l'optique éventuelle de faire un album. En parallèle, ils fréquentent de plus en plus la nouvelle génération de rappeurs parisiens, et tout particulièrement le collectif Time Bomb (les X-Men, Lunatic, Oxmo Puccino, Pit Baccardi...) qui est en train de complètement chambouler le rap français avec une nouvelle manière de poser leur flow et de jouer avec les assonances de la langue française. Une émulation nouvelle née de ces rencontres, et l'esprit de compétition des MCs de la FF s'en retrouve démultiplié,. Une première version du classique Sans rémission sortira d'ailleurs sur la mixtape Opération Coup 2 Poing à cette époque.     
Kamal, ancien de Time Bomb, raconte ainsi dans son autobiographie : « La FF, on les trouvait excellents. Pas seulement parce qu'eux aussi savaient placer les bons mots sur une musique, mais parce qu'ils avaient du fond. Ils représentaient les couleurs de leur ville, de leur quartier, de la rue, d'une jeunesse française oubliée, et ils le faisaient bien, avec des flows fluides et avant-gardistes. Pone et Djel étaient dotés d'une culture musicale si large que j'avais parfois l'impression d'entendre du mandarin. Ce qui permettait à Pone de produire des beats extraordinaires. Notre rencontre avec eux s'est révélée symbiotique, sans parler du fait qu'ils possédaient le meilleur shit de France. Ils étaient devenus notre famille du Sud, et nous la leur du Nord».
« À l'époque, Pone n’arrête pas de produire, raconte cette fois Djel. On vit ensemble et il a le démon du son en lui. Sur son W30, il tape des beats tout simples mais la façon qu’il a de récupérer les samples et de les découper, ça fait un truc hors-normes. Je pense qu’avec DJ Mehdi, Pone est celui qui a le plus réussi à s’affranchir des codes américains pour créer une production à la française. ».
L'autre hyper-productif de la bande, c'est Le Rat Luciano, qui vient tous les jours réveiller Pone chez lui dès 7 heures du matin pour poser des couplets toute la journée sur les prods créées dans la nuit par son ami. Les autres membres de l'équipe, en bons fêtards, se ramènent un peu plus tard dans l'après-midi et travaillent des morceaux tout le reste de la journée.
Fin 1996, Akhenaton propose donc de signer le groupe sur son label Côté Obscur, et leur débloque un budget important pour produire leur premier album. « Chill (Akhenaton) adorait notre groupe, il kiffait mes prods mais avant tout, il vouait une admiration sans faille pour Le Rat. Il disait se revoir en lui a son âge, le côté quartier en plus certainement ».
Pone obtient de travailler avec un ingé-son américain, Mario Rodriguez, qui a assuré la réalisation de Juicy de Notorious Big, Hell on Earth de Mobb Deep, a travaillé avec Public Enemy, Foxy Brown, LL Cool J... une pointure,. L'Américain se souvient de son arrivée en France : « C'était la première fois que je venais travailler en dehors des États-Unis. Tout me paraissait frais et excitant. J'étais emballé par les prods de Pone, qui sonnaient comme un son complètement nouveau à mes oreilles. C'est vrai, les mecs étaient dingues, mais ils avaient faim et ont travaillé d'arrache-pied. Je ne parle pas un mot de français, pourtant à partir du moment où j'ai entendu le flow du Rat et son timbre de voix, j'ai été complètement hypnotisé. Il se peut que Le Rat soit l'un des meilleurs rappeurs de la planète, et pas seulement en France ».

### Si Dieu veut...(1997-2000)
L'album est enregistré au studio Cactus a Marseille et mixé dans le Voyager 2, un camion-studio stationné à Marseille. « Je tiens à rendre hommage à Pone pour cet album parce que ça a vraiment été lui le réalisateur artistique, confie Sat. Vu que tout se passait chez lui, il a su canaliser toutes ces énergies et faire en sorte que ça ressemble à quelque chose dans l’album, que tout ce qu’on faisait ressemble à des chansons. Un peu comme un RZA dans le Wu-Tang. Il avait beaucoup de recul sur tout ça ».
L'album sort finalement le 5 décembre 1997, et rencontre un succès quasi immédiat malgré un rap radical et sans concession, d'où ne ressort aucun titre formaté pour les radios. Les prods de Pone basées sur des samples de funk remaniés de manière improbable et des BPM assez lents marquent la couleur très sombre de l'album, tandis que les MC posent à tour de rôle leurs flows rageurs sur le beat. Les textes sont streets et décrivent au fil des morceaux une réalité crue, celle des ruelles misérables de Marseille, avec un fond de désespoir et de tristesse latents. 
Plusieurs titres marquants deviennent des classiques instantanés : Sans rémission précédemment sorti sur mixtape, La Furie et la Foi, qui sera le premier morceau clipé de l'album, Les Mains sales où Le Rat Luciano pose seul, Cherche Pas A Comprendre ou encore Aux Absents, en partie dédié à Fel (alias Blaze ou Laoubi), le danseur du groupe alors incarcéré à la suite d'une bagarre générale à la fin d'un concert à Nice,. Viennent aussi s'ajouter des collaborations de haut standing, Akhenaton et Boss One sur La Résistance, les X-Men sur Maintenant ou jamais, Kertra du groupe Expression Direkt et la Mixture sur Sans faire couler le sang, le 3e Œil sur Marseille envahit. 
L'album se voit certifié disque d'or en un mois seulement, puis double disque d'or un peu plus tard, et atteint finalement aujourd'hui le chiffre global de 400 000 ventes. La tournée qui s'ensuit est triomphale, les petits gars de Belsunce, du Panier, de Toulouse et de Saint-Mauront n'en reviennent pas : « C’est la folie à Marseille. On écoute l'album dans tous les quartiers, toutes les voitures… Même ma propre mère me dit que c’est plus possible, qu’elle m’entend partout ! On se dit que c’est normal, que c’est chez nous. Mais c’est quand on part à l’autre bout de la France que ça fait un choc ».
Naturellement, les collaborations s'enchaînent après la sortie de Si Dieu veut : le classique marseillais Retour du Shit Squad sur Chroniques de Mars, L'Amour du risque sur la BO de Taxi, Au bout de ton rêve avec K-Reen, Nique le monopole des grands avec Less du 9, Atmosphère suspecte avec Ärsenik, A l'arrache avec Faf Larage, Têtes brûlées avec 3e Œil... En 1999, un EP 6 titres est publié, Hors-Série Volume 1, réunissant des inédits et des lives, puis le Hors-Série Volume 2 en 2001, certifié disque d'or.
Au même moment, l'entente entre Côté Obscur et la Fonky Family se dégrade à vue d’œil. Après moult tergiversations et de longues négociations, la Fonky Family est « vendue » à Sony Music France. C'est sous le label SMALL que sortiront les albums solos des membres de la FF : Mode de vie… Béton style du Rat Luciano en 2000, Vapeurs toxiques de Don Choa en 2002, Dans Mon Monde de Sat en 2002. Et surtout Art de rue, le deuxième album du groupe, qui sort en mars 2001 et va connaître un succès phénoménal.

### Art de rue(2001)
Le deuxième album du groupe, Art de Rue, enregistré à Toulouse, dans la Haute-Garonne, est publié en mars 2001, juste après le solo du Rat (Mode De Vie… Béton Style) sorti en octobre 2000. Il devient disque d'or en huit jours et se vend à environ 750 000 exemplaires. Parmi les titres les plus marquants Mystère et Suspense, Art de Rue (le titre phare de l'album), Entre deux feux et Dans la légende. L'album est certifié disque de platine. Deux ans plus tard, paraît l'album Live au Dôme de Marseille (disque d'or).
Après l'album en 2001, plusieurs membres sortent leurs albums solo : Sat Dans mon monde (2002) - Second souffle (2008) - Diaspora (2010), et Don Choa Vapeurs toxiques (2002) - Jungle de béton (2007). DJ Djel sort deux compilations Don't Sleep en 2001 et 2003.

### Marginale Musique(2006)
L'album Marginale Musique est publié le 9 janvier 2006. Il s'agit du troisième album de la FF. Celui-ci se classe directement premier des ventes le jour de sa sortie et permet à la FF, d'obtenir un disque d'or. À la suite de ce succès, le collectif entame une ambitieuse tournée en France mais aussi en Belgique en Suisse et au Canada. Cependant, malgré le succès de l'album, le groupe ne sortira plus d'album, excepté des albums solo.

### Séparation
Les différents membres annoncent la fin du groupe. En 2007, Sat annonce dans une interview pour le site Skyrock la fin de l'aventure Fonky Family. En 2008, Le Rat Luciano confirme l'information dans une vidéo diffusée sur le blog de Fred Musa. Le 8 février 2010, lors d'une interview dans l'émission de Fred Musa, (Planète Rap), Sat l'Artificier déclare qu'il n'a plus aucun contact avec les anciens membres du groupe, mais n'écarte pas la possibilité de les voir se reformer un jour : « On ne se voit plus, chacun fait sa route. Je ne les ai pas croisés depuis un certain temps. La FF, c'était avant tout une aventure humaine, et plus rien ne sera possible tant qu'on aura pas réglé nos problèmes, mais voilà, on ne sait jamais ce que l'avenir nous réserve, et rien ne dit qu'on ne refera jamais de la musique ensemble ».
En 2013, DJ Djel publie sur son compte Twitter une photo sur laquelle posent les membres. Il y a eu de nombreuses apparitions dans des concerts, où certains membres sont réunis avec des dédicaces faites « au reste de l'équipe ». Ces informations montrent que les divisions qui auraient pu exister dans le passé entre les différents membres sont finies, même si aucun retour musical n'est prévu.
Une réunion exceptionnelle du groupe est annoncée en août 2015. Le 19 septembre 2015, le groupe participe au concert Soutien à Pone à l'Espace Julien, contre la maladie de Charcot, dont est atteint Pone, leur producteur,. Le groupe se retrouve le 23 juin 2017 pour participer au festival Marsatac.

### Retour
En 2024, le groupe remonte sur scène une première fois à l'occasion du "Fonky Family Festivals 2024" puis annonce dans la foulée une tournée de plusieurs festivals. Pone, le producteur du groupe, annonce dans un communiqué qu'il quitte le groupe car il aurait été mis à l'écart du projet par les autres membres du groupe.
Le premier concert se fait le samedi 13 juillet 2024 en tête d'affiche du Jardin sonore festival devant 7000 personnes, avec Rim'K en première partie et le 3eme oeil en after show, cela pour les 30 ans du groupe. 
En 2025, ils annoncent faire plus de 10 festivals en France et en Suisse durant la période estivale. 

## Discographie
- 1996 : Bad Boy de Marseille (Single) (avec Akhenaton)
- 1997 : Si Dieu veut...[1]
- 1999 : Hors Série Volume 1
- 2001 : Art de rue
- 2001 : Hors Série Volume 2
- 2003 : Live au Dôme de Marseille
- 2006 : Marginale Musique
- 2024 : Best of